# Neven Spahija
Neven Spahija, (nacido en Šibenik, Croacia, el 6 de noviembre de 1962) es un entrenador de baloncesto croata que actualmente dirige al Reyer Venezia Mestre de la Lega Basket Serie A.

## Trayectoria
Inició su trayectoria como entrenador la temporada 96-97 en el Granide Pula. Posteriormente dirigió a la Cibona Zagreb (00-01), KK Krna Novo Mesto (01-03), Saratov (03), Roseto (04-05), Lietuvos Rytas (05-06), Maccabi de Tel Aviv (06-07), Tau Cerámica Baskonia (07-08) y Pamesa Cerámica/Power Electronics Valencia (2008-2010).
Su palmarés: campeón de la Liga Croata en las temporadas 99-00 y 00-01, de la Liga Eslovena 02-03, Liga Lituana 05-06, Liga Israelí 06-07, Liga ACB 07-08, ganando en los años 2000 y 2001 la Copa Nacional Croata, el Torneo de apertura de la Euroliga en 2001, la liga Báltica en 2006, la Supercopa ACB en 2007, la Eurocup 09-10 y la medalla de plata en el Mundial sub-22 en el año 2001 con la Selección Croata. También fue elegido mejor entrenador en Croacia en el año 2000.
En el verano de 2007 Neven Spahija llegó a Vitoria para firmar con el TAU Cerámica de la Liga ACB por una temporada con opción del club para renovar por otra. El entrenador que quedaba libre tras entrenar al Maccabi de Tel Aviv, pasa así a sustituir a Bozidar Maljkovic en el club dirigido por Josean Querejeta. En su primera temporada al frente del club baskonista conquistó la Liga ACB y la Supercopa, y llevó además al equipo a la final de la Copa del Rey y a la Final Four de la Euroliga. Sin embargo, los éxitos deportivos se vieron enturbiados por problemas disciplinarios dentro del vesturario, hasta el punto de que el mandatario baskonista, Josean Querejeta, decidió que no continuara la siguiente temporada al frente del TAU Cerámica, trayendo a Vitoria de nuevo a Duško Ivanović.
En noviembre de 2008 ficha por el Valencia Basket Club.
Tras el éxito conseguido en el Baskonia, Neven Spahija es fichado por el Valencia Basket Club con la temporada 2008-2009 ya empezada, y para sustituir a Fotis Katsikaris en el banquillo taronja. Una temporada marcada por la irregularidad que termina cayendo en el play-off contra el Barcelona(2-0). Durante el verano el máximo accionista comunica que la temporada 2010-2011 dejara de invertir dinero en el Valencia Basket.Pese a contar con menos dinero, Spahija consigue hacer un gran grupo de jugadores: De Colo, Claver, Nielsen, R.Martínez, Kelati... Con ellos consigue realizar la segunda mejor temporada de toda la historia del Valencia Basket, consiguiendo la Eurocup y llegando a las semifinales de la Copa y perdiendo en cuartos de final de la eliminatoria por el título de la ACB, dando una buena imagen en estas dos competiciones a pesar de no ganar.
El 15 de noviembre de 2021, regresa al Saski Baskonia de la Liga Endesa, tras la destitución de Duško Ivanović.
El 9 de junio de 2022, pone fin a su etapa como entrenador del Saski Baskonia tras dirigir al conjunto de Vitoria durante un total de 53 partidos oficiales con 27 victorias dejando a la escuadra azulgrana en las semifinales de la Liga Endesa.
El 8 de febrero de 2023, firma como entrenador del Reyer Venezia Mestre de la Lega Basket Serie A.